# Sourcellerie (roman)
Sourcellerie est le cinquième livre des Annales du Disque-monde de l'écrivain anglais Terry Pratchett.
Traduit par Patrick Couton, il fut publié en France en 1995 chez L'Atalante  (ISBN 2-84172-000-4) et en 2000 chez Pocket  (ISBN 2-266-10699-6).
L'œuvre originale fut publiée en 1988 sous le titre Sourcery.

## Résumé
Le sorcier Ipslore le Rouge sait sa mort proche. Alors que la Mort vient prendre son âme, il voit une chance en son dernier-né pour se venger de son bannissement de l’Université de l’Invisible : déjà lui-même puissant magicien comme huitième fils d'un huitième fils, son huitième fils sera un sourcelier. La Mort voit alors Ipslore transférer son âme dans son bourdon d'octefer, qu'il transmet à son fils, Thune.
Plusieurs années plus tard, Verdurin Lamerloi s'apprête à être élu Archichancelier de l'Université quand il est attaqué et disparait. Thune se présente peu après aux autres sorciers qui s'inclinent devant la puissance du jeune mage. Seuls Rincevent, le Bagage et le Bibliothécaire ratent l'événement, sortis pour boire un verre, mais ils sont rejoints par Conina, voleuse professionnelle et fille du légendaire Cohen le Barbare, qui vient de dérober le chapeau de l'Archichancelier sur ordre du vêtement lui-même. En effet, le chapeau a développé une conscience au contact de la magie de ses propriétaires et refuse de tomber entre les mains du jeune sourcelier, aussi il exige que Rincevent et Conina l'emmènent à Al Khali, aussi loin que possible d'Ankh-Morpork. Le Bibliothécaire reste pour boire et le Bagage les suit.
Pendant la traversée en bateau vers Al Khali, des pirates attaquent et dérobent le chapeau. Conina et Rincevent décident de suivre les pirates vers leur seule destination possible, Al Khali, où ils finissent capturés par Abrim, Grand Vizir de Créosote, Sériph d'Al Khali. Rincevent est jeté dans un puits aux serpents presque vide, où il rencontre Nijel le Destructeur, un barbare qui s'est lancé dans une carrière héroïque trois jours auparavant. Conina est menée au harem du Sériph et le Bagage, chassé par Rincevent, erre dans le désert en affrontant les créatures qui l’attaquent.
À Ankh-Morpork, la magie du sourcelier amplifie celle des autres mages et se répand à travers le monde. Thune commence à prendre des décisions controversées : prendre le contrôle de la ville, détruire les anciens livres magiques et conquérir le monde. Duzinc et Cardant, deux sorciers de l’Université, commencent à douter.
Créosote choisit de suivre Rincevent, Conina et Nijel par oisiveté. Le chapeau de l'Archichancelier choisit Abrim pour être son porteur et lui accorde ses pouvoirs. Sa puissance permet de rivaliser avec celle du sourcelier et une nouvelle guerre entre sorciers est sur le point d'éclater. Des tours de mages s'élèvent à travers le monde, menaçant le Disque-monde lui-même. Rincevent, Conina, Nijel et Créosote fuient le palais par un tapis volant alors qu'Abrim utilise les pierres pour faire sa propre tour.
Alors que la méfiance envers les mages grandit, Rincevent, vexé, retourne seul à Ankh-Morpork sur le tapis volant. Il découvre que le Bibliothécaire a sauvé les livres de magies en les cachant dans une tour. Alors que Rincevent se décide à affronter Thune avec le peu qu'il maitrise, la guerre tourne en faveur de la tour d'Ankh-Morpork et Thune en vient à défier les dieux du Disque-Monde eux-mêmes en les emprisonnant dans une réalité alternative, ce qui a pour conséquence la libération des Géants de Glace sur le Disque.
Rincevent arrive devant Thune avec pour seule arme une demi-brique dans une chaussette. Le jeune garçon rit de l'arme, ce qui contrarie l'esprit d'Ipslore qui pousse son fils à le tuer alors que le garçon est plus amusé par le sorcier qu'effrayé. Rincevent comprend alors que le véritable danger est dans le bourdon du sourcelier et demande au garçon de jeter l'objet, mais la magie du bâton est unie à celle de Thune. Rincevent se sacrifie alors en les jetant dans une brèche vers les Dimensions de la Basse-Fosse alors que la Mort frappe le bourdon de sa faux, libérant l'âme d'Ipslore. Rincevent reste affronter les monstres pour permettre à Thune de retourner sur le Disque, et avant que la brèche ne se referme, le Bagage s'y jette et rejoint son propriétaire. Les dieux sont alors libérés et ils renvoient les Géants de Glace dans leur dimension.
Sur conseil du Bibliothécaire, Thune restaure l'Université telle qu'elle était avant de s'enfermer dans une dimension parallèle, sa puissance étant intenable pour le monde. Le Bibliothécaire ramasse alors le chapeau fatigué de Rincevent et le dépose sur un piédestal, attendant le retour du mage raté.

## Analyses

### Influences
Terry Pratchett mentionne l'idée de jouer aux échecs avec la Mort, un concept ancien qu'on retrouve dans plusieurs tomes des Annales du Disque-Monde.
Il fait référence au monde de Narnia créé par C. S. Lewis dans la description d'une armoire et décrit une scène de Fantasia pour illustrer le concept de sourcelier. Pratchett paraphrase Casablanca.

### Thèmes
- La sourcellerie, sorte de magie infiniment plus puissante que la magie habituelle des mages de l'UI.
- L'Apocralypse, sorte d'apocalypse apocryphe sur laquelle les voyants ont tous un avis différent, et qui voit l'arrivée des 4 Cavaliers de l'Apocralypse (La Mort, La Guerre, La Famine et La Pestilence), ainsi que des Géants des Glaces et des Choses des Dimensions de la Basse-Fosse
- Ce roman voit le retour de Rincevent, et fait donc partie de la sous-série Rincevent.

## Personnages
- Thune, jeune sourcelier (8e fils d'un 8e fils d'un 8e fils)
- Conina, fille de Cohen le Barbare, héroïne barbare elle aussi aux grands talents de cambrioleuse, même si elle aurait préféré être coiffeuse
- Nijel le Destructeur, héros barbare débutant
- Rincevent, mage raté, accompagné du Bagage
- Les autres mages de l'Université Invisible d'Ankh-Morpork, dont en particulier :
  - Duzinc, mage du Conseil Vénérable des Voyants, intendant de l'UI
  - Marmaric Cardant, chef des Poudre-aux-Yeux, mage de 8e niveau
  - Le bibliothécaire de l'UI, transformé en orang-outan
- Havelock Vétérini, le Patricien de la cité d'Ankh-Morpork.